# Rogeret de Cambrai
Rogeret de Cambrai (aktiv um 1250) war ein französischer Troubadour des 13. Jahrhunderts.

## Leben und Wirken
Über das Leben von Rogeret de Cambrai gibt es so gut wie keine Informationen. Sein Name deutet darauf hin, dass er aus der nordfranzösischen Stadt Cambrai stammt, die im Mittelalter eine hohe Bedeutung hatte (Kathedrale von Cambrai). Seine Identität ergibt sich lediglich aus zwei Kompositionen, die von ihm stammen.

## Bedeutung
Von Rogeret sind zwei Lieder überliefert, deren Manuskripte sich in der französischen Nationalbibliothek befinden (Handschrift MS fr. 845, f. 127r-v).

## Werke
- Nouvele amor qui si m’agrée
- Novel’ amor que tant m’agreia